# Chalga
La chalga (en búlgaro: Чалга) es un género musical popular búlgaro. Tiene influencias árabes, balcánicas, griegas y turcas, así como músicas entre las que se incluye el filmi y el klezmer. Es conocido por sus repetitivos ritmos musicales y de baile. La chalga alcanzó gran popularidad en los años 1990 en Bulgaria.

## Historia
La chalga está relacionada con la música de Europa del Este, más concretamente de la región de los Balcanes, y se encuadra dentro de la categoría pop folk, o lo que en musicología se conoce como "etno-pop". La palabra "chalga" procede de la palabra turca çalgı (desde el estilo de música árabe chalghi o tchalgi en Bagdad, Irak) - que significa "instrumento musical". Un chalgadzhia (en turco: Çalgıcı) es aquel que puede tocar diferentes tipos de música. Estos músicos comenzaron inicialmente tocando este género musical en festivales, bodas y diferentes reuniones populares.

### Época comunista
Durante la época comunista, la chalga tenía una reputación negativa y no era bien aceptada. Todor Zhivkov, el último líder comunista búlgaro, emprendió un camino más nacionalista en los años 1980 y algunas tradiciones folclóricas como la chalga fueron consideradas inferiores con respecto a aquellas puramente eslavas. La chalga se consideró inapropiada desde el punto de vista moral del gobierno socialista, debido a sus ritmos y bailes provocativos y, en ocasiones, letras lascivas. Sin embargo, los cánones que dictaba el gobierno socialista búlgaro no encajaba con los gustos de la población y ello explica la gran popularidad de las reuniones musicales en las bodas, donde sí actuaban músicos de chalga. Mientras que en Bulgaria se desaprobaba, en la vecina RSF Yugoslavia, en cambio, un estilo muy similar, el turbo folk, fue concebido con muchas menos restricciones y con un gran éxito popular.
En los Balcanes, las tradiciones folclóricas se estaban modernizando. En Grecia, la música pop estaba incorporando el tradicional laïko, un género basado fundamentalmente en los melos, de los griegos de Asia Menor. Muchos de sus temas fueron usados, más tarde, por los músicos búlgaros. El skiladiko, es un género derivado del laïko y muy similar a la chalga búlgara, como demostró la Kristal Orchestra y otros artistas.
En 1989, cuando el régimen de Zhivkov cayó, las restricciones fueron menores. Lo "nuevo" y "prohibido" era actualidad y una nueva generación de músicos se aprovechó de ello componiendo canciones que un año antes habrían sido censuradas. La chalga, además, alcanzó el público de masas y, pese a que aún se consideraba ampliamente como música poco elaborada y de poco estatus social, ganó mucha popularidad en las décadas siguientes.

### Liberalización y popularidad
Fue entonces cuando aparecieron en escena una gran cantidad de cantantes femeninas de chalga como Toni Dacheva, vocalista de Kristal Orchestra, Gloria, Konstantin, Desi Slava, Ivana y Anelia. También surgieron varios estudios y sellos discográficos especializados como Payner Music y Planeta, cuyos videoclips aparecían constantemente en los programas de televisión.
A comienzos del siglo XXI la popularidad de la chalga continuó ascendiendo de manera importante en Bulgaria y cada vez recibía más influencias de otros géneros musicales de la región, como el turbo folk serbio o el manele de Rumania. Una prueba de ello fue la formación Sahara, compuesta por la cantante búlgara Andrea y el cantante rumano de manele Costi Ioniţă. Tanto Andrea como Preslava son las mejores exponentes de la nueva chalga.

## Críticas
Al igual que otros géneros musicales estereotipados, como el mencionado turbo folk, la chalga ha recibido numerosas críticas por los mensajes y la imagen que muestra. En los artistas de chalga es habitual encontrar letras de canciones que hablan sobre amor, sexo y diversión. En la población búlgara la chalga tiene un gran éxito, especialmente entre los sectores jóvenes que acuden en masa a los clubs donde se reproduce este tipo de música.

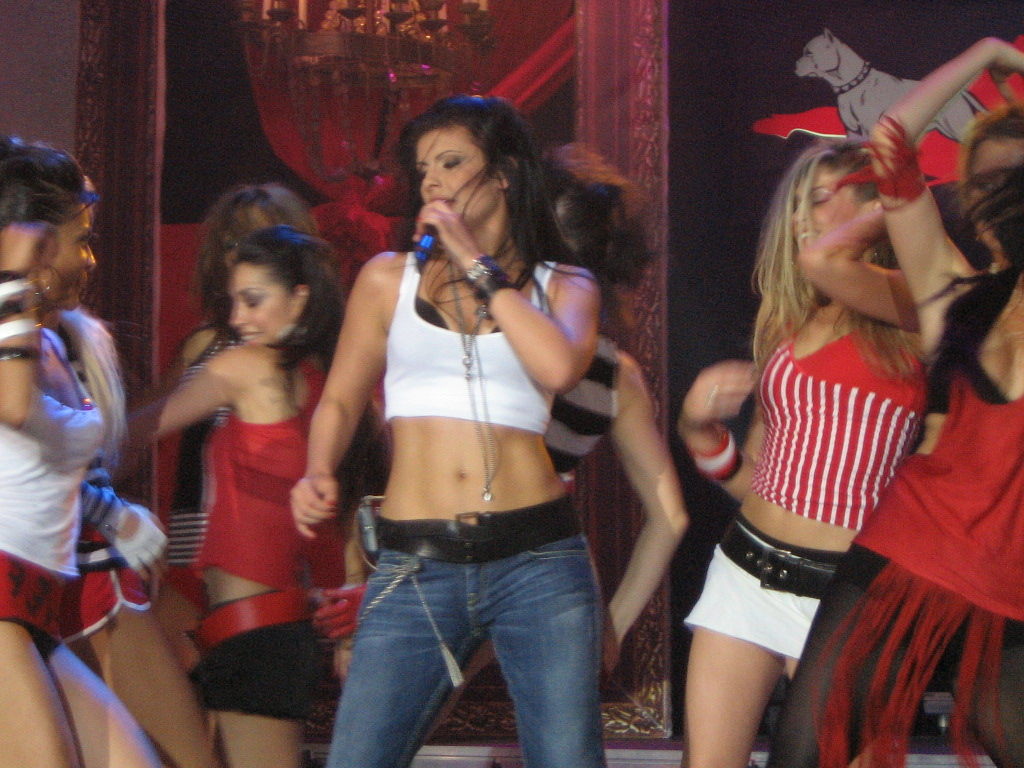
La popular cantante de chalga Anelia durante una actuación.

Varias de las críticas van dirigidas al efecto que produce en la moral de los jóvenes este tipo de letras, en ocasiones machistas incluso cuando son las mujeres quienes más éxito tienen en las listas de éxitos búlgaras de Chalga, como Andrea, Preslava, Galena, Sonia Nemska, Anelija, Ivana Todorova, Gergana, Cvetelina Yaneva, Glorija, Emanuela o Emilia Valeva. Muchas de ellas responden a inconfundibles estereotipos formados por jóvenes de "grandes pechos, extensiones de cabello, un bronceado artificial y ropa ajustada". Precisamente, Ivana aseguró que tras la chalga es sinónimo de avence en la sociedad y que tras la eliminación de la censura las letras de las canciones habían adquirido tintes más explícitos, incluso obscenos, pero reconoció que "lo malo es que esta ola retro de desnudez, cinismo y crudeza ha vuelto a aparecer". Por su parte, el cantante homosexual de chalga Azis afirmó abiertamente que "pop-folk es sexo, hablemos con la verdad. Nosotros vendemos sexo. Mis colegas mujeres hacen que las mujeres sueñen con parecerse a ellas, mientras que los hombres sueñan con ellas".
También, el término "chalga" o incluso "pop folk" implica populismo, tradicionalismo y conservadurismo, puesto que muchas de las canciones de chalga se cantan en festivales populares, bodas, fiestas familiares y otras celebraciones. La chalga está presente en las celebraciones de los partidos políticos y también está estrechamente ligada al crimen organizado. Esto provoca que muchas personas oculten que escuchan chalga por miedo a los prejuicios y los negativos términos que lleva asociado este género. Georgi Lozanov, presidente del Consejo de Medios Electrónicos, lamentó que la chalga se esté convirtiendo en "un estilo de vida que legitima la prostitución por tratar el cuerpo de la mujer como un objeto", aunque reconoce el indudable sentido patriótico del género musical.